# 창 (음료)

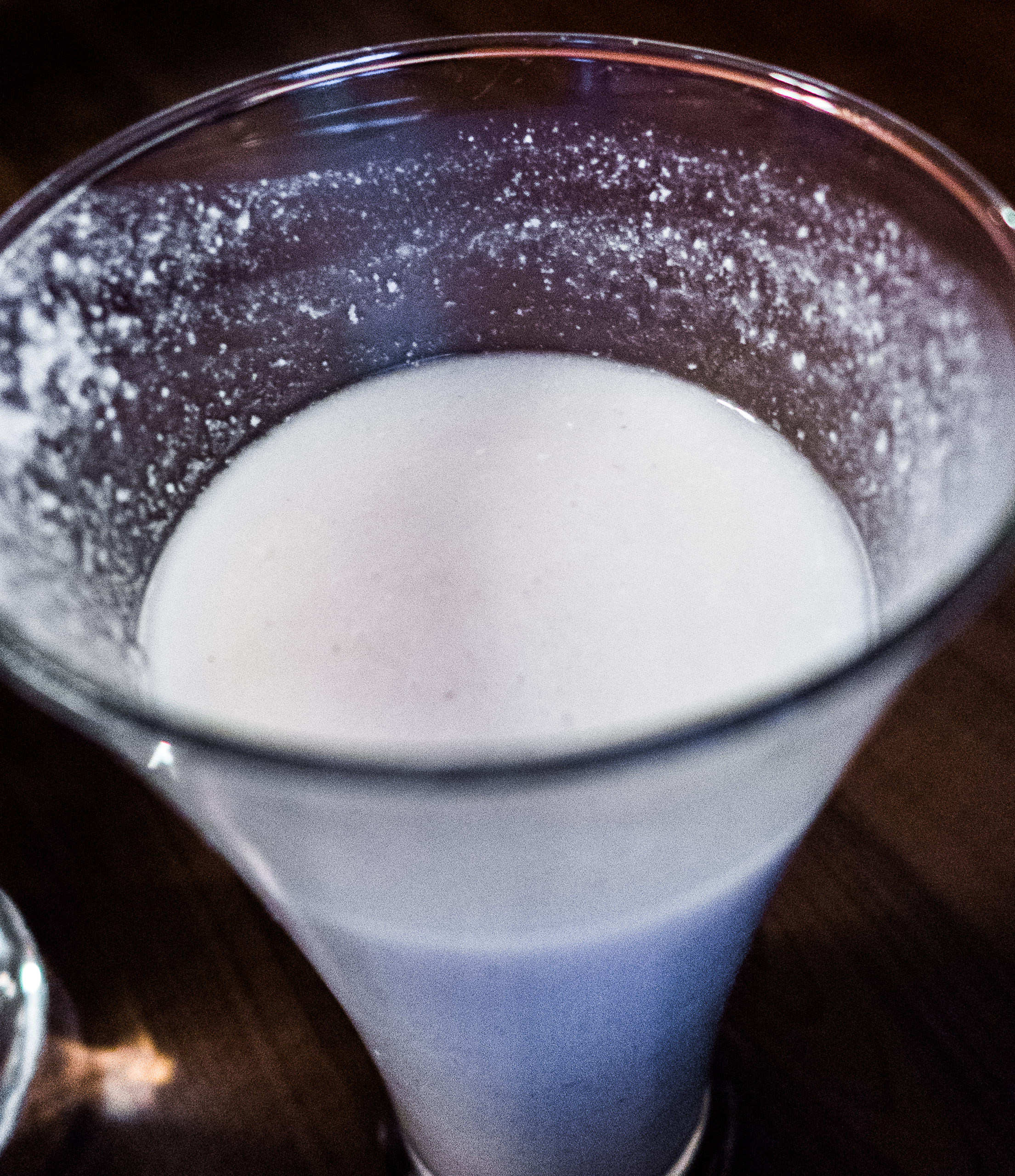
창

창(티베트어: ཆང་, 네팔어: छ्याङ)은 네팔과 티베트의 술이다. 네팔의 에베레스트 근처에서는 발효된 보리로 만들어지며, 나무 빨대를 이용하여 큰 사발을 이용하여 마신다.

## 같이 보기
- 락시